# Megopis kudrnai
Megopis kudrnai är en skalbaggsart som beskrevs av Alain Drumont och Antonio Vives 2007. Megopis kudrnai ingår i släktet Megopis och familjen långhorningar. Inga underarter finns listade i Catalogue of Life.